# Neuvy-le-Barrois
Neuvy-le-Barrois är en kommun i departementet Cher i regionen Centre-Val de Loire i de centrala delarna av Frankrike. Kommunen ligger  i kantonen Sancoins som tillhör arrondissementet Saint-Amand-Montrond. År 2022 hade Neuvy-le-Barrois 147 invånare.

## Befolkningsutveckling
Antalet invånare i kommunen Neuvy-le-Barrois
Referens:INSEE